# Tatjana Paller
Tatjana Paller née le 7 septembre 1995 à Starnberg, est une coureuse cycliste allemande. Elle est à plusieurs reprises championne d'Allemagne sur piste et championne d'Europe de la course aux points espoirs en 2017.

## Palmarès

### Championnats du monde
- Hong Kong 2017
  - 14e de la poursuite par équipe
  - 20e de l'omnium
  - Abandon au scratch
- Apeldoorn 2018
  - 17e du scratch

### Championnats d'Europe
- Montichiari 2016
  -  Médaillée de bronze de la course aux points espoirs
- Anadia 2017
  -  Championne d'Europe de la course aux points espoirs
  -  Médaillée de bronze de la poursuite par équipe espoirs

### Championnats d'Allemagne
- 2013
  -  Championne d'Allemagne de poursuite par équipe juniors avec Anna Knauer, Luisa Kattinger, Gudrun Stock
- 2014
  -  Championne d'Allemagne de poursuite par équipe avec Sabina Ossyra, Luisa Kattinger, Gudrun Stock
  - 3e de la poursuite
- 2016
  -  Championne d'Allemagne de poursuite par équipe avec Sofie Mangertseder, Katja Breitenfellner, Laura Süßemilch 
  - 2e de la poursuite
  - 2e de la vitesse par équipe
  - 2e de la course aux points
  - 2e de l'omnium
- 2017
  -  Championne d'Allemagne de poursuite par équipe avec Lisa Küllmer, Christina Koep, Gudrun Stock
  -  Championne d'Allemagne de la course aux points
  - 2e de la poursuite
  - 3e de l'omnium
- 2018
  - 2e de l'américaine
  - 2e de la poursuite par équipe